# 春の予感 -I've been mellow-
「春の予感 ‐I've been mellow‐」（はるのよかん アイヴ・ビーン・メロウ）は、南沙織通算25枚目のシングル。1978年1月21日発売。発売元はCBS・ソニー。

## 概要・背景
1978年、資生堂春のキャンペーン・ソングとして使用された本楽曲は、シンガーソングライター・尾崎亜美が他者に楽曲提供をした初めての作品にあたる。作詞・作曲・編曲すべてを尾崎が担当しているが、南沙織の全シングルA面楽曲中、作詞・作曲・編曲すべてが同一の作家によるものは本楽曲のみである。尾崎は同曲で、東京音楽祭ゴールデンカナリー賞作詞賞を受賞した。
本作の3年前の1975年に発表されたオリビア・ニュートン＝ジョンの大ヒット曲「そよ風の誘惑」の原題は ″Have you never been mellow?″ だったため、当曲のサブタイトル ″I've been mellow″ は前曲の問いかけに対する答えそのものになっている。
2006年6月14日発売の35周年CD-BOX『Cynthia Premium』に付属した南本人の解説によると、レコーディングは歌い方が ″沙織節″ にならないよう、厳しく行われたとのこと。本楽曲の歌詞中に ″ワイン″ というフレーズが登場するが、これについて尾崎は「（楽曲制作した当時）透明感のある南沙織を見たとき、ワインのイメージが浮かんだ」と、NHKの音楽番組『第89回 SONGS』に出演した際、自らのナレーションで明らかにしている。
PV集『Hello! Cynthia』（1984年11月21日発売）には、ミュージック・ビデオが収録されている。ただし、フルコーラスでは収録されておらず、フルサイズが現存するかは不明である。またこの映像は、上記『第89回 SONGS』の冒頭一番で放送された。
資生堂のコマーシャルソングを集めたコンピレーション・アルバム『音椿 〜The greatest hits of SHISEIDO〜 赤盤』に収録されたほか、春の曲を集めたアルバム『春の桜と優雅に語らう17の知恵』、『春歌』にも収められている。なお、本楽曲は1990年代にDDI（当時「DDI」、現「KDDI」）のCMソングに採用されている。

## 受容
2006年に公開された日本映画『虹の女神』の本編中、ヒロイン佐藤あおい（上野樹里）が生まれた頃のヒット曲として使用され、同曲はサントラにも収録されている。
2008年9月から放送が始まったNHK連続テレビ小説『だんだん』では、各週の放送サブ・タイトルが歌謡曲の楽曲名から取られている。その中で、同年10月27日から11月1日週分の放送タイトルが本楽曲から引用された「春の予感」であった（項目『だんだん#放送日程』参照）。

## 収録曲
両楽曲とも、作詞・作曲・編曲: 尾崎亜美
1. 春の予感 ‐I've been mellow‐（3:10）
  - 資生堂 春のキャンペーンソング
  - DDIコマーシャルソング
2. もどかしい夢（3:56）

## 収録作品

### LP・CD
- 春の予感 ‐I've been mellow‐

I've been mellow
THE BEST / 南沙織 -1978年6月版-
THE BEST / 南沙織 -1978年11月版-
THE BEST / 南沙織 -1979年6月版-
THE BEST / 南沙織 -1979年11月版-
THE BEST / 南沙織 -1980年版-
THE BEST / again 南沙織
THE BEST / 南沙織 -1982年版-
南沙織のすべて
南沙織ベスト・コレクション
南沙織ベスト Recall 〜28 SINGLES SAORI + 1〜
Cynthia Memories
Cynthia Best 〜 Eternity
GOLDEN J-POP/THE BEST 南沙織
CYNTHIA ANTHOLOGY
DREAM PRICE 1000 南沙織 色づく街
南沙織 THE BEST 〜 Cynthia-ly
ドーナツ盤型12cmCDコレクション
Cynthia Premium
GOLDEN☆BEST 南沙織 コンプリート・シングルコレクション
南沙織 スーパー・ヒット
南沙織 ベスト・ヒット
ゴールデン☆アイドル 南沙織
CYNTHIA ALIVE
- 春の予感 ‐I've been mellow‐ -Live-

Good-by Cynthia
Cynthia Memories
CYNTHIA ANTHOLOGY
- もどかしい夢

I've been mellow
Cynthia Memories
CYNTHIA ANTHOLOGY
ドーナツ盤型12cmCDコレクション
Cynthia Premium
ゴールデン☆アイドル 南沙織
CYNTHIA ALIVE

## カバー
春の予感 ‐I've been mellow‐
香坂みゆき（アルバム『CANTOS 2』1991年6月21日発売。フォーライフ・レコード）
もどかしい夢
浅野ゆう子（アルバム『ストップ・ザ・カンバセーション』1979年発売。RCAレコード）

### セルフカバー
春の予感 ‐I've been mellow‐
尾崎亜美（アルバム『STOP MOTION』1978年7月5日発売。東芝EMI、ETP-80022）
尾崎亜美（セルフカバー・アルバム『POINTS』1983年12月5日発売）
もどかしい夢
尾崎亜美（アルバム『STOP MOTION』）